# Le Souich
Le Souich település Franciaországban, Pas-de-Calais megyében. Lakosainak száma 194 fő (2022. január 1.). Le Souich Ivergny, Rebreuve-sur-Canche, Bouquemaison, Brévillers és Lucheux községekkel határos.

## Népesség
A település népességének változása:
| Lakosok száma | 173  | 156  | 157  | 154  | 164  | 175  | 185  | 188  | 194  |
|               | 2013 | 2015 | 2016 | 2017 | 2018 | 2019 | 2020 | 2021 | 2022 |